# Dyskografia C.C. Catch
Dyskografia C.C. Catch, niemieckiej piosenkarki euro disco, eurodance, pop, składa się z ośmiu albumów (z czego trzy: Diamonds – Her Greatest Hits, Classics i Best of ’98 to kompilacje zaliczane przez wytwórnię Hansa Records do albumów) i dwudziestu czterech singli. Jej wideografia obejmuje osiemnaście teledysków.
Caroline Catharina Müller zaczynała swoją karierę jako Carol Dean, wykonując pod tym pseudonimem dwie piosenki: „Queen of the Hearts” i „C’est la vie”. Na początku lat 80. wraz z trzema innymi piosenkarkami występowała w kwartecie Optimal. W trakcie jednego z ich występów, zauważył ją niemiecki producent i członek duetu Modern Talking, Dieter Bohlen. Niedługo po tym zaczęli współpracę, czego efektem był singel „I Can Lose My Heart Tonight” (piosenka napisana oryginalnie właśnie dla Modern Talking), który wydany w 1985 roku pod pseudonimem C.C. Catch okazał się sukcesem na listach przebojów (w Niemczech docierając do 13. miejsca). Przez kolejne trzy lata, z Dieterem Bohlenem jako jej producentem, artystka wylansowała takie przeboje, jak „’Cause You Are Young”, „Strangers by Night”, „Heartbreak Hotel”, „Heaven and Hell”, „Soul Survivor” czy „Backseat of Your Cadillac”. 
W 1989 roku postanowiła zmienić otoczenie i prezentowany styl, czego efektem był album pt. Hear What I Say i promujące go dwa single: „Big Time” i „Midnight Hour”. Po tym postanowiła wycofać się ze świata muzyki, do którego wróciła dopiero w roku 1998 albumem Best of ’98, przy jego produkcji nawiązując ponownie współpracę z D. Bohlenem. Płyta ta, będąc w większości materiałem z lat 1985–1988, nie odniosła większego sukcesu komercyjnego. 
Po paru latach, w 2003 roku, artystka postanowiła ponownie spróbować sił jako autorka swoich utworów, czego efektem były single „Shake Your Head” (2003), „Silence” (2004) oraz „Unborn Love” (2010). 
W listopadzie 2011 roku, podczas koncertu w Moskwie, piosenkarka zapowiedziała zakończenie kariery. Wbrew tej zapowiedzi, w 2014 roku pojawił się jej nowy singel „Another Night in Nashville” nagrany w duecie z Chrisem Normanem (byłym wokalistą grupy Smokie). 27 marca 2021 ukazał się teledysk nowego nagrania artystki pt. „If You Love Me”. 31 lipca 2024 nakładem wytwórni Team33 ukazał się nowy singel piosenkarki: „Heal Me”. Stanowiło to powrót do współpracy z hiszpańskim producentem Luisem Rodríguezem.

## Albumy

### Albumy studyjne
| Rok                                                     | Dane dot. albumu                                                                                                | Najwyższe pozycje | Najwyższe pozycje | Najwyższe pozycje | Najwyższe pozycje | Najwyższe pozycje | Najwyższe pozycje | Certyfikaty            |
| Rok                                                     | Dane dot. albumu                                                                                                | [ 8 ]             | [ 9 ]             | [ 10 ]            | [ 11 ]            | [ 12 ]            | [ 13 ]            | Certyfikaty            |
| ------------------------------------------------------- | --- | ----------------- | ----------------- | ----------------- | ----------------- | ----------------- | ----------------- | ---------------------- |
| 1986                                                    | Catch the Catch - Wydany: 28 kwietnia 1986 - Wytwórnia: Hansa Records - Format: CD, kaseta, winyl               | 6                 | 24                | 8                 | 25                | 6                 | 21                |                        |
| 1986                                                    | Welcome to the Heartbreak Hotel - Wydany: 8 grudnia 1986 - Wytwórnia: Hansa Records - Format: CD, kaseta, winyl | 28                | –                 | –                 | 44                | 22                | 14                | - ESP: złota płyta     |
| 1987                                                    | Like a Hurricane - Wydany: 1987 - Wytwórnia: Hansa Records - Format: CD, kaseta, winyl                          | 30                | –                 | –                 | –                 | –                 | 25                |                        |
| 1988                                                    | Big Fun - Wydany: 1988 - Wytwórnia: Hansa Records - Format: CD, kaseta, winyl                                   | 53                | –                 | –                 | –                 | –                 | 22                | - ESP: platynowa płyta |
| 1989                                                    | Hear What I Say - Wydany:1989 - Wytwórnia: Metronome - Format: CD, kaseta, winyl                                | 75                | –                 | –                 | –                 | –                 | 46                |                        |
| „–” oznacza, że album nie był notowany na danej liście. | |                   |                   |                   |                   |                   |                   |                        |

### Kompilacje
| Rok                                                     | Tytuł                                 | Najwyższe pozycje | Najwyższe pozycje | Certyfikaty        |
| Rok                                                     | Tytuł                                 | [ 8 ]             | [ 13 ]            | Certyfikaty        |
| ------------------------------------------------------- | ------------------------------------- | ----------------- | ----------------- | ------------------ |
| 1987                                                    | Modern Talking vs. C.C. Catch Megamix | –                 | –                 |                    |
| 1988                                                    | Diamonds – Her Greatest Hits          | 43                | 25                | - ESP: złota płyta |
| 1988                                                    | Strangers By Night                    | –                 | –                 |                    |
| 1988/1989                                               | Super Disco Hits                      | –                 | –                 |                    |
| 1989                                                    | Classics                              | –                 | –                 |                    |
| 1989                                                    | Super 20                              | –                 | –                 |                    |
| 1990                                                    | The Decade Remixes                    | –                 | –                 |                    |
| 1991                                                    | Star Collection                       | –                 | –                 |                    |
| 1994                                                    | Back Seat Of Your Cadillac            | –                 | –                 |                    |
| 1994                                                    | Super Disco Hits (reedycja)           | –                 | –                 |                    |
| 1994                                                    | Golden Stars International            | –                 | –                 |                    |
| 1998                                                    | Best of ’98                           | 76                | –                 | - POL: złota płyta |
| 2000                                                    | The Best Of C.C. Catch                | –                 | –                 |                    |
| 2000                                                    | Heartbreak Hotel                      | –                 | –                 |                    |
| 2002                                                    | In The Mix – 80’s Best                | –                 | –                 |                    |
| 2005                                                    | Catch The Hits                        | –                 | –                 |                    |
| 2005                                                    | The 80’s Album                        | –                 | –                 |                    |
| 2006                                                    | Maxi Hit–Sensation                    | –                 | –                 |                    |
| 2007                                                    | Grand Collection. 1                   | –                 | –                 |                    |
| 2007                                                    | Grand Collection. 2                   | –                 | –                 |                    |
| 2007                                                    | Ultimate C.C. Catch                   | –                 | –                 |                    |
| 2008                                                    | Maxi Hit–Sensation (Diamond Edition)  | –                 | –                 |                    |
| 2011                                                    | 25th Anniversary Box                  | –                 | –                 |                    |
| 2017                                                    | Hits & More                           | –                 | –                 |                    |
| 2018                                                    | Greatest Hits                         | –                 | –                 |                    |
| 2019                                                    | Unborn Love                           | –                 | –                 |                    |
| 2020                                                    | Golden Disco Hits (Part 1)            | –                 | –                 |                    |
| „–” oznacza, że album nie był notowany na danej liście. |                                       |                   |                   |                    |

### Minialbumy
| Rok  | Dane dot. minialbumu                                                         | Informacje         | Album                           |
| ---- | ---------------------------------------------------------------------------- | ------------------ | ------------------------------- |
| 1986 | Amiga Quartett: C.C. Catch - Wydany: 1986 - Wytwórnia: Amiga - Format: winyl | Wydany tylko w NRD | Welcome to the Heartbreak Hotel |

## Single

### Single komercyjne
| Rok                                                       | Tytuł                                                  | Najwyższe pozycje | Najwyższe pozycje | Najwyższe pozycje | Najwyższe pozycje | Najwyższe pozycje | Najwyższe pozycje | Album                           |
| Rok                                                       | Tytuł                                                  | [ 8 ]             | [ 9 ]             | [ 52 ]            | [ 10 ]            | [ 13 ]            | [ 53 ]            | Album                           |
| --------------------------------------------------------- | ------------------------------------------------------ | ----------------- | ----------------- | ----------------- | ----------------- | ----------------- | ----------------- | ------------------------------- |
| 1985                                                      | „I Can Lose My Heart Tonight”                          | 13                | 24                | –                 | 19                | 7                 | –                 | Catch the Catch                 |
| 1986                                                      | „’Cause You Are Young”                                 | 9                 | 28                | –                 | 8                 | 6                 | –                 | Catch the Catch                 |
| 1986                                                      | „Strangers by Night”                                   | 9                 | 15                | 33                | 11                | 10                | –                 | Catch the Catch                 |
| 1986                                                      | „Heartbreak Hotel”                                     | 8                 | 22                | 23                | 13                | 3                 | –                 | Welcome to the Heartbreak Hotel |
| 1986                                                      | „Heaven and Hell”                                      | 13                | –                 | –                 | 19                | 2                 | –                 | Welcome to the Heartbreak Hotel |
| 1987                                                      | „Are You Man Enough”                                   | 20                | –                 | –                 | 28                | 5                 | –                 | Like a Hurricane                |
| 1987                                                      | „Soul Survivor”                                        | 17                | –                 | –                 | –                 | 1                 | 96                | Like a Hurricane                |
| 1988                                                      | „Good Guys Only Win in Movies”                         | –                 | –                 | –                 | –                 | 6                 | –                 | Like a Hurricane                |
| 1988                                                      | „House of Mystic Lights”                               | –                 | 22                | –                 | –                 | 7                 | –                 | Diamonds – Her Greatest Hits    |
| 1988                                                      | „Backseat of Your Cadillac”                            | 10                | –                 | –                 | –                 | 6                 | –                 | Big Fun                         |
| 1988                                                      | „Summer Kisses”                                        | –                 | –                 | –                 | –                 | –                 | –                 | Big Fun                         |
| 1989                                                      | „Nothing But a Heartache”                              | 39                | –                 | –                 | –                 | 14                | –                 | Big Fun                         |
| 1989                                                      | „Baby I Need Your Love”                                | –                 | –                 | –                 | –                 | –                 | –                 | Big Fun / Classics              |
| 1989                                                      | „Good Guys Only Win in Movies”                         | –                 | –                 | –                 | –                 | –                 | –                 | Classics                        |
| 1989                                                      | „Big Time”                                             | 26                | –                 | –                 | –                 | –                 | –                 | Hear What I Say                 |
| 1989                                                      | „Midnight Hour”                                        | –                 | –                 | –                 | –                 | –                 | –                 | Hear What I Say                 |
| 1990                                                      | „The Decade 7" Remix”                                  | –                 | –                 | –                 | –                 | –                 | –                 | The Decade Remixes              |
| 1998                                                      | „C.C. Catch Megamix ’98”                               | 33                | –                 | –                 | –                 | –                 | –                 | Best of ’98                     |
| 1998                                                      | „Soul Survivor ’98”                                    | –                 | –                 | –                 | –                 | 8                 | –                 | Best of ’98                     |
| 1999                                                      | „I Can Lose My Heart Tonight ’99”                      | 72                | –                 | –                 | –                 | 12                | –                 | Best of ’98                     |
| 2003                                                      | „Shake Your Head”                                      | –                 | –                 | –                 | –                 | 12                | –                 | Tylko na singlu                 |
| 2004                                                      | „Silence”                                              | –                 | –                 | –                 | –                 | –                 | –                 | Tylko na singlu                 |
| 2010                                                      | „Unborn Love”                                          | –                 | –                 | –                 | –                 | –                 | –                 | Tylko na singlu                 |
| 2014                                                      | „Another Night in Nashville” (duet z Chrisem Normanem) | –                 | –                 | –                 | –                 | –                 | –                 | Tylko na singlu                 |
| 2024                                                      | „Heal Me”                                              | –                 | –                 | –                 | –                 | –                 | –                 | Tylko na singlu                 |
| „–” oznacza, że singiel nie był notowany na danej liście. |                                                        |                   |                   |                   |                   |                   |                   |                                 |

### Single promocyjne i splity
| Rok  | Singel                                                                                          | Informacje                           | Album                           |
| ---- | ----------------------------------------------------------------------------------------------- | ------------------------------------ | ------------------------------- |
| 1985 | Ryan Simmons / C.C. Catch – The Night Is Yours, The Night Is Mine / I Can Lose My Heart Tonight | Wydany tylko w Grecji                | Catch the Catch                 |
| 1986 | C.C. Catch / Shigeru Umebayashi – I Can Lose My Heart Tonight / Birthday                        | Wydany promocyjnie tylko w Japonii   | Catch the Catch                 |
| 1986 | C.C. Catch / Jennifer Rush – Stay / Ave Maria                                                   | Wydany promocyjnie tylko w Polsce    | Catch the Catch                 |
| 1986 | C.C. Catch / G.G. Anderson – You Shot A Hole In My Soul / Mädchen Mädchen                       | Wydany promocyjnie tylko w Niemczech | Catch the Catch                 |
| 1987 | Zarrillo / C.C. Catch – La Notte Dei Pensieri / Heartbreak Hotel                                | Wydany tylko we Włoszech             | Welcome to the Heartbreak Hotel |
| 1987 | Shy Rose / C.C. Catch – I Cry For You / Are You Man Enough                                      | Wydany promocyjnie tylko w Japonii   | Like a Hurricane                |
| 1988 | C.C. Catch / a-ha – Backseat Of Your Cadillac / Touchy                                          | Wydany promocyjnie tylko w Polsce    | Big Fun                         |

## Wideografia

### Teledyski
| Rok  | Tytuł                                                  |
| ---- | ------------------------------------------------------ |
| 1986 | „’Cause You Are Young”                                 |
| 1986 | „Strangers by Night”                                   |
| 1986 | „Heartbreak Hotel”                                     |
| 1986 | „Heaven and Hell”                                      |
| 1987 | „Are You Man Enough”                                   |
| 1987 | „Soul Survivor”                                        |
| 1988 | „House of Mystic Lights”                               |
| 1988 | „Backseat of Your Cadillac”                            |
| 1989 | „Summer Kisses”                                        |
| 1989 | „Nothing But a Heartache”                              |
| 1989 | „Baby I Need Your Love”                                |
| 1989 | „Big Fun”                                              |
| 1989 | „Midnight Hour”                                        |
| 1998 | „C.C. Catch Megamix ’98”                               |
| 1999 | „I Can Lose My Heart Tonight ’99”                      |
| 2003 | „Shake Your Head”                                      |
| 2004 | „Silence”                                              |
| 2014 | „Another Night in Nashville” (duet z Chrisem Normanem) |
| 2021 | „If You Love Me”                                       |
| 2024 | „Heal Me”                                              |